# 完顏濟安
完颜济安（1142年3月23日—1143年1月13日），中國金朝太子，金熙宗的长子。
皇统二年（1142年）二月廿四戊子，在天开殿悼平皇后生下了他。金熙宗二十四岁才有儿子，非常高兴。出生第五天，给他起名济安，三月廿五戊午，被立为皇太子。十二月，十个月的完颜济安就得了重病，金熙宗与皇后幸佛寺焚香，流涕哀祷。十二月廿六甲申夜里，完颜济安去世，金熙宗追谥他为英悼太子。

## 延伸阅读
[在维基数据编辑]
 《金史/卷80》，出自脱脱《遼史》